# Maison Ögedeï

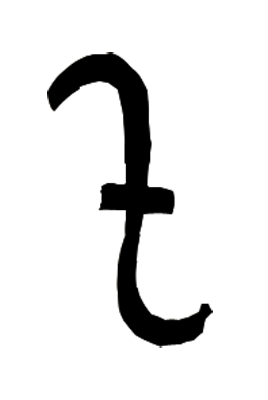
Tamga de la Maison Ögedeï.

La maison Ögedeï (ou Ögödei), parfois appelée les « Ögödéides », était une famille influente du Bordjigin (famille impériale, ou famille d'Or) mongol, du XIIe siècle au XIVe siècle. Ils étaient les descendants d'Ögedeï Khan (c.1185-1241), un des quatre fils de Gengis Khan. 

## Origines et histoire
Avec son épouse Börte, Gengis Khan a eu quatre fils : Ögedeï, Djötchi, Djaghatai et Tolui.  Après sa mort, c'est Ögedeï qui lui a succédé et est devenu le deuxième Khagan de l'Empire mongol. Durant son règne, il a poursuivi l'expansion de l'empire mongol. Lorsqu'il est mort a son tour, le trône est revenu à son fils Güyük, qui est donc devenu le troisième Khagan. Mais, lorsque Güyük meurt à son tour, le trône échappe à ses enfants au profit de Möngke, le fils de Tolui.
Lorsque, après la mort du Toluide Möngke Khan, l'empire mongol s'est désintégré en quatre khanats à la suite d'une guerre civile, les membres de la maison Ögödei deviennent des acteurs influents dans la politique de la région. Parmi les descendants des fils de Gengis, la maison Ögedeï tend à s'allier aux Djaghataïdes, les descendants de Djaghataï, contre la maison Dochi, tout en cherchant d'abord à prendre le contrôle du Khanat de Djaghataï.  Les Ögödéides se sont également alliés avec la Horde d'or contre l'empereur Kubilai Khan, le fils de Tolui et fondateur de la dynastie Yuan. De son côté, Kubilai était allié avec son frère Houlagou, le khan de l'Ilkhanat, en Perse. Les Ögödéides tentèrent d'unir l'empire mongol a leur profit, et les princes de la maison Ögedeï continuèrent à combattre la dynastie Yuan jusqu'au XIVe siècle, comme pendant la guerre entre Qaïdu et Kubilai, qui débute juste après la fin de la guerre civile toluide.
Une paix se conclut entre les belligérants en 1304, mais la guerre reprit bientôt. En 1310, Qaïdu, le successeur de Chapar Khan, s'est rendu à Külüg Khan, l'empereur de la dynastie Yuan et le territoire contrôlé par la maison Ögedeï fut divisé entre les Djaghataïdes et la dynastie Yuan, conclusion finale de l'échec des Ögödéides à prendre le contrôle du khanat de Djaghataï. Après cela, les membres de cette famille sont souvent apparus comme des adversaires influents ou des dirigeants fantoches aux ordres de puissants amirs et noyans dans la Mongolie de la dynastie Yuan du Nord ou de la Transoxiane, au XIVe siècle et XVe siècle.

## Membres notables
- Ögedeï Khan (1185–1241), fils de Gengis Khan, et second Khagan de l'Empire mongol (1185 - 1241)
- Güyük Khan (1206 - 1248), fils d'Ögödei, et troisième Khagan de l'empire mongol.
- Kadan, fils d'Ögedeï, et co-commandant de la force mongole qui attaque la Pologne au XIIIe siècle.
- Qaïdu (vers 1235-1301), petit-fils d'Ögödei, chef de la maison d’Ögödeï à partir de 1271[1], et khan de facto du Khanat de Djaghataï
- Khutulun (vers.1260-1306), fille de Kaidu et princesse guerrière qui a inspiré l'histoire de Turandot.
- Ali-Sultan, Khan musulman du khanat de Djaghataï (vers 1342/1343).
- Dânich-mendiya (d. 1348), khan du khanat de Djaghataï de 1346 à 1348
- Soyurghatmïsh Khan (d. 1384), khan de la partie ouest du khanat de Djaghataï
- Sultan Mahmud (d. 1402), khan de la partie ouest du khanat de Djaghataï
- Örüg Temür Khan, khan de la dynastie Yuan du Nord en Mongolie, de 1402 à 1408.
- Adai Khan, khan des Quarante et Quatre Tumens et dirigeant des Toumètes, de1425 à1438.